# Kloster vom Guten Hirten (Graz)

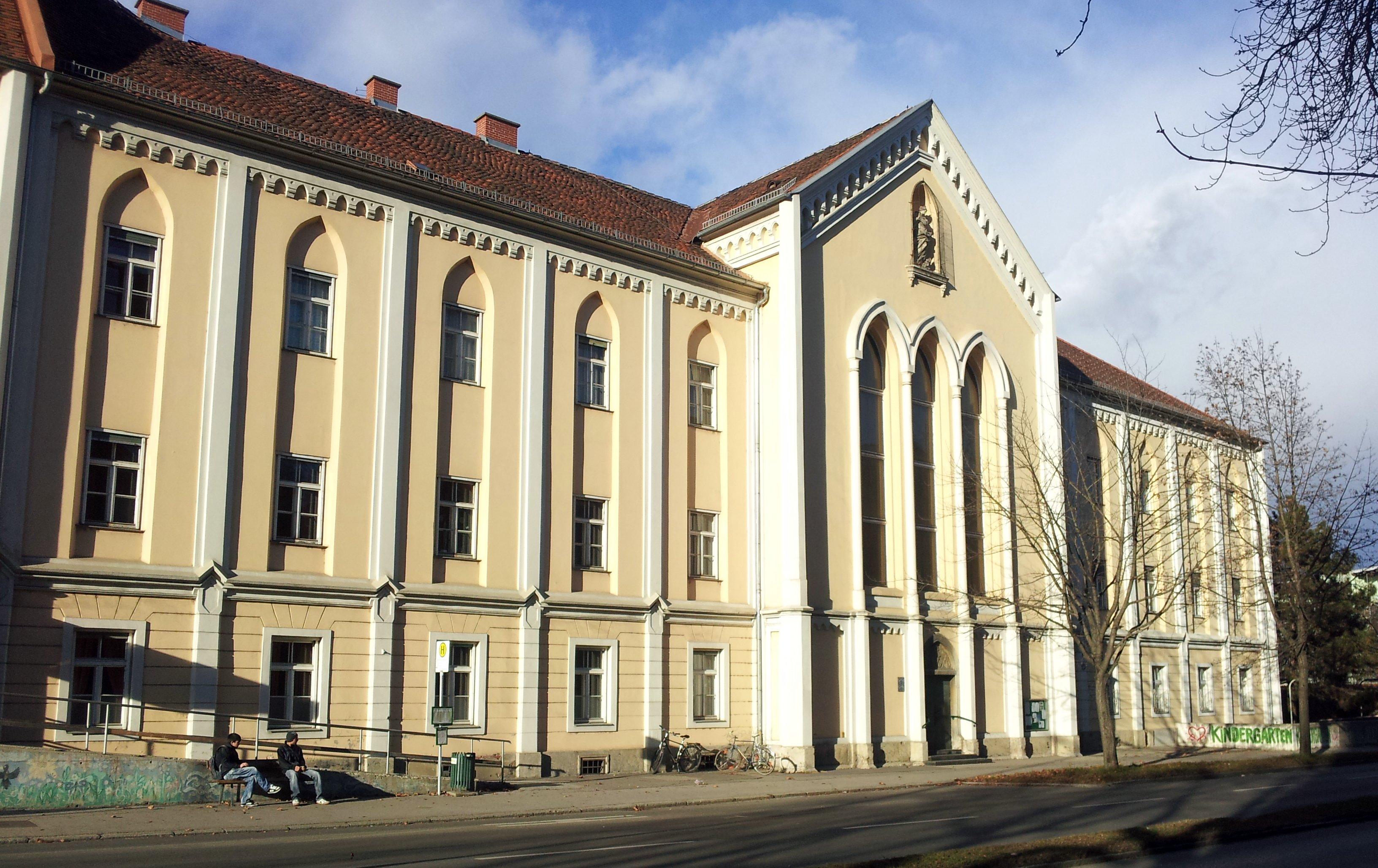
Kloster und Kirche der Schwestern vom Guten Hirten, Graz

Das Kloster vom Guten Hirten ist eine Ordensniederlassung der Schwestern vom Guten Hirten im vierten Grazer Stadtbezirk Lend am Kalvariengürtel. Es wurde 1858 gegründet.

## Kloster
Das Kloster ist eine 1858 an der Stelle des ehemaligen Dornauhofes gegründete langgestreckte dreigeschoßige Anlage in neogotischen Stilformen. Die Fassadenfigur aus Sandstein Maria mit Kind aus dem Jahr 1869 stammt von Jakob Gschiel.

## Klosterkirche
Die Klosterkirche ist der heiligen Anna geweiht. Der neogotische Bau aus 1862 wurde 1958 nach den Plänen Karl Lebwohls umgestaltet. Die Kirche ist in die Mittelachse des Klosters eingebunden, die Schauseite aus der Klosterfassade risalitartig abgehoben. Unter dem Dreieckgiebel steht eine Sandstein-Nischenfigur der Maria Immaculata aus dem 18. Jahrhundert nach Art Matthias Leitners. Das Tympanon-Sandsteinrelief aus dem Jahr 1958 zeigt eine Darstellung des Segnenden Christus. Es stammt aus 1958 und wurde von Othmar Klemencic geschaffen.
Das Innere der Kirche besteht aus einem einschiffigen Langhaus mit vier Jochen, von einem Stichkappengewölbe überwölbt, welches durch spitzbogige Gurte, die auf Wandpfeilern ruhen, gegliedert ist. Neben einem Gewölbe gibt es eine umlaufende Emporenbrüstung mit einer Bemalung von Erika Reiser. Der eingezogene Chor hat eine Flachdecke. Die Emailarbeiten des Tabernakels stammen von Franz Rogler. Aus dem zweiten oder dritten Viertel des 18. Jahrhunderts ist das Holzfiguren-Kruzifix. Jakob Gschiel schuf die Figuren der Heiligen Anna und Maria (1864) an der Chorwand. Die Heiligen Joseph und Maria (1958) sind von Othmar Klemencic. Die Keramik-Kreuzwegbilder (1958) schuf Wilma Schalk-Niedermayer.

## Nachweise
- Georg Dehio (Begr.), Horst Schweigert (Bearb.): Graz (Die Kunstdenkmäler Österreichs). Schroll Verlag, Wien 1979, ISBN 3-7031-0475-9, S. 157.

Koordinaten: 47° 5′ 3,8″ N, 15° 25′ 0,7″ O